# Leonardo Morales (calciatore 1978)
José Leonardo Morales Lares (El Tigre, 7 luglio 1978) è un ex calciatore venezuelano, di ruolo portiere.

## Palmarès

### Competizioni nazionali
- Copa Venezuela: 2

Deportivo Anzoátegui: 2012
Zulia: 2018